# Elixir Strings
Elixir Strings es una marca de cuerdas para guitarras y bajos eléctricos y acústicos, así como para banjo y mandolina. Son fabricadas por W. L. Gore & Associates. Las cuerdas Elixir destacan por su revestimiento patentado con las marcas Nanoweb y Polyweb —que únicamente difieren en el tono y el tacto— que alarga la vida útil de las cuerdas protegiéndolas de la oxidación y la contaminación que produce el aceite de la piel. Son notablemente más caras que otras marcas líderes en el mercado.